# 周德榮
周德榮，字少桓，號吉雲，河南商城（现属安徽金寨縣汤家汇镇）人，祖籍江西婺源，清朝翰林。

## 生平
道光二十七年（1847年）丁未科二甲第五名進士。選庶吉士，余事不詳。

## 家族
周德榮出身商城周氏，其家族自周作渊起，前後共有周钺（嘉庆辛酉）、周祖荫（嘉庆己巳）、周祖植（嘉庆己卯）、周祖培（嘉庆己卯）、周锜（嘉庆庚辰）、周祖衔（道光壬辰）、周德榮（道光丁末）、周文燾（同治戊辰）、周文浚（同治甲戌）九名進士，世称“商城望族，簪缨世家”。